# Filip Riđički
Filip Riđički (Zagreb, 1986.) hrvatski je televizijski i filmski glumac.

## Filmografija

### Televizijske uloge
- "Crno-bijeli svijet" kao Voljen „Kipo“ Kipčić (2015. – 2020.)
- "Nedjeljom ujutro, subotom navečer" kao Filip (2012.)
- "Sve će biti dobro" kao Slaven Bebić (2008. – 2009.)
- "Dobre namjere" kao pijani klinac (2008.)
- "Zabranjena ljubav" kao Matija Lončar (2004. – 2006.)

### Filmske uloge
- "Smash!" kao Geek (2010.)

### Sinkronizacija
- "Čovpas" kao policajac Vitez (2025.)
- "Nerazdvojni" kao DJ Doggy Dog (2024.)
- "Veliki crveni pas Clifford" kao ujak Casey Porter (2021.)
- "Petar Zecimir: Skok u avanturu" kao g. Tod (2021.)
- "Petar Zecimir" kao g. Tod i radnik u Harrods (2018.)
- "Ljepotica i zvijer" kao Zvijer (2017.)
- "Zootropola" kao Nikola Divljan (2016.)

## Vanjske poveznice
- Filip Riđički u internetskoj bazi filmova IMDb-u (engl.)